# Уваров, Владимир Васильевич
Влади́мир Васи́льевич Ува́ров (4 августа 1899, Тамбов — 9 октября 1977) — советский учёный-теплотехник, профессор, заслуженный деятель науки и техники РСФСР.

## Биография
Родился 4 августа 1899 года в Тамбове.
- 1924 год — окончил Московское высшее техническое училище им. Баумана;
  - был назначен преподавателем на кафедре паровых турбин (теплотехника).
- 1924 год — окончил заочно МГУ, физико-математический факультет.
- 1940 год — был переведён в ЦИАМ.
- 1943—1946 гг. — под его руководством был создан и испытан лётный образец экспериментального двигателя Э-3080 (развивавал мощность на валу 625 л. с.; создавал дополнительную тягу 160 кгс).
- 1945 год — доктор технических наук.
- 1946 год — был назначен ответственным руководителем и главным конструктором завода № 41 МинАвиаПрома.
- 1949 год — профессор Уваров организовал и возглавил кафедру газовых турбин в МВТУ,
  - этой кафедрой он руководил до конца жизни.
- 1958 год — в МВТУ -при его участии- организована «Проблемная лаборатория».

Владимир Васильевич создал школу российских инженеров и учёных-газотурбинистов.
Владимир Васильевич Уваров скончался 9 октября 1977 года.

## Публикации
- 1934 год: монография В. В. Уварова «Газовые турбины», издательство Военно-воздушной академии им. проф. Н. Е. Жуковского.
- 1935 год: «Газовые турбины», М.—Л.

## Награды
- Заслуженный деятель науки и техники РСФСР
- орден Ленина
- орден Трудового Красного Знамени.

## Интересные факты
В. В. Уваров — один из создателей первых образцов газотурбовозов, изготовленных Коломенским локомотивным заводом.